# Leopoldo Calvo-Sotelo Ibáñez-Martín
Leopoldo Calvo-Sotelo Ibáñez-Martín (Madrid, 4 de septiembre de 1957), ii marqués de la Ría de Ribadeo y grande de España, es un jurista español.

## Biografía
Nacido en Madrid el 4 de septiembre de 1957, es hijo de Leopoldo Calvo-Sotelo y Bustelo, i marqués de la Ría de Ribadeo y presidente del Gobierno entre febrero de 1981 y diciembre de 1982, y de María del Pilar Ibáñez-Martín y Mellado.
Se licenció en Derecho por la Universidad Complutense de Madrid en 1979 y realizó un máster en Derecho y Diplomacia por la Universidad Tufts (Estados Unidos) en 1985. En 1983 aprobó la oposición como Letrado del Consejo de Estado, incorporándose a la Sección Segunda (Asuntos Exteriores y Justicia).
En 1991 fue nombrado secretario general del Centro de Estudios Avanzados en Ciencias Sociales del Instituto Juan March de Estudios e Investigaciones. Este cargo lo desempeñó hasta mayo de 1996, cuando fue nombrado subsecretario del Ministerio del Interior, a propuesta del entonces ministro Jaime Mayor Oreja.
Tras cesar en marzo de 2001, se incorporó a Vodafone España como secretario del Consejo de Administración y director de la Asesoría Jurídica de la empresa. Posteriormente, en 2004 se incorporó como abogado al despacho Villar Arregui Abogados, reincorporándose al Consejo de Estado al año siguiente.
Una década más tarde, en 2016, a propuesta del primer Gobierno de Mariano Rajoy, fue nombrado juez del Tribunal General de la Unión Europea, hasta que en 2019 regresó de nuevo al Consejo de Estado, siendo letrado mayor de la Sección Cuarta (Defensa e Industria).
Asimismo, también ha sido profesor del Área Jurídica y director del Master en Relaciones Internacionales del IE; en la Universidad CEU San Pablo y en la Facultad de Derecho Esade.
Tras asumir de forma accidental el cargo de secretario general del Consejo de Estado en octubre de 2024, en julio de 2025 fue nombrado titular del mismo.

## Vida personal
Está casado con la diseñadora de moda Cristina Egea Gutiérrez-Cortines.
Tras la muerte de su padre en 2008, solicitó la sucesión al Marquesado de la Ría de Ribadeo, con Grandeza de España, la cual le fue confirmada en noviembre de 2010.

## Distinciones y premios
- Gran Cruz de la Orden de Isabel la Católica (2001).[13]
- Gran Cruz del Mérito Militar, con distintivo blanco (2011).[14]
- XXIV Premio FIES de Periodismo (2014).[15]